# Isabel Rosado
Isabel Rosado Morales (Ceiba, 5 de noviembre de 1907 − Fajardo, 13 de enero de 2015) fue una educadora, trabajadora social, activista, y miembro líder boricua del Partido Nacionalista de Puerto Rico. Influenciada por los acontecimientos de la masacre de Ponce, Isabelita se convirtió en una militante del movimiento independentista puertorriqueño y fue encarcelada por su compromiso con la causa.

## Biografía
Nació en el barrio Chupacallos, en la ciudad de Ceiba (Puerto Rico), como hija de Simón Rosado y de su esposa Petra Morales. Su padre fue un líder en el barrio y a menudo fue buscado por la gente del barrio por su opinión sobre los asuntos locales con respecto a la comunidad.
Isabel recibió su educación primaria y media, en las escuelas públicas, de los municipios de Ceiba, Fajardo, y Naguabo. Tenía dieciocho años cuando se convirtió en estudiante de la Universidad de Puerto Rico, donde obtuvo su certificado de docencia. Durante años enseñó en las escuelas rurales de los municipios de Ceiba y de Humacao.

## Masacre de Ponce
Isabel estaba escuchando la radio, el 31 de marzo de 1937, cuando se enteró de los acontecimientos relacionados con lo que se conoce como la masacre de Ponce. Ese día, el Partido Nacionalista de Puerto Rico llevó a cabo una marcha pacífica en la ciudad de Ponce, Puerto Rico, conmemorando el fin de la esclavitud en Puerto Rico, por parte de la Asamblea Nacional, del gobierno colonial español, en 1873, y coincidiendo con una protesta contra el encarcelamiento por parte del gobierno colonial de EE. UU. del líder nacionalista Pedro Albizu Campos, por cargos de sedición, Los participantes y espectadores inocentes fueron tiroteados por la Policía Insular, lo que resultó en el asesinato de 17 civiles desarmados, y dos policías, además de las heridas sufridas por unos 235 civiles, entre ellos mujeres y niños. La Policía Insular, una fuerza algo parecida a la Guardia Nacional, respondiendo a los pedidos de EE. UU. nombró gobernador de Puerto Rico al general Blanton Winship. El resultado de la masacre de Ponce, fue un factor influyente en su decisión de unirse al Partido Nacionalista, y llegar a ser una seguidora de Pedro Albizu Campos.

## Partido Nacionalista
Antes de incorporarse al Partido, una serie de acontecimientos, cada vez más hostiles, entre el gobierno designado por EE. UU. y los nacionalistas tuvieron lugar en la década de 1930. En 1936, Albizu Campos fue detenido, y el 31 de marzo de 1937 (87 años), tuvo lugar la infame Masacre de Ponce. En 1947, Albizu Campos fue liberado de la cárcel .

## Ley Mordaza de Puerto Rico
El 21 de mayo de 1948, un proyecto de ley fue presentado ante el Senado de Puerto Rico con el objeto explícito de frenar los derechos independentistas de los movimientos nacionalistas en la isla. El Senado, que en ese momento estaba controlada por el PPD y presidido por Luis Muñoz Marín, aprobó la ley. Esta ley, también fue conocida como la Ley Mordaza, y Ley 53, recibiendo la aprobación de la legislatura, el 21 de mayo de 1948. Esa ley, se parecía a la anticomunista Ley de Registro de Extranjeros de 1940 aprobada en los Estados Unidos, se convirtió en ley el 10 de junio de 1948, por la promulgación hecha por el gobernador designado por EE. UU. en Puerto Rico, Jesús T. Piñero convirtiéndose en la Ley 53.
Bajo esta nueva ley, sería un crimen imprimir, publicar, vender o exhibir cualquier material que pretendiese paralizar o destruir el gobierno insular, o para organizar cualquier sociedad, grupo o conjunto de personas con una intención destructiva similar. Cualquier acusado encontrado culpable de desobedecer la ley podría ser condenado a diez años de prisión, una multa de US$ 10.000 dólares, o ambos.
De acuerdo al Dr. Leopoldo Figueroa, miembro del Partido Estadista Puertorriqueño, y el único miembro de la Cámara de Representantes de Puerto Rico, que no pertenecía al PPD, la ley era represivo y en flagrante violación de la Primera Enmienda de la Constitución de los Estados Unidos que garantiza la Libertad de expresión. Por lo tanto, se trataba de un asalto a los derechos civiles de todos los puertorriqueños.
El 21 de junio de 1948, Albizu Campos pronunció un discurso en la ciudad de Manatí, donde explicó cómo esa Ley Mordaza violaba la Primera Enmienda de la Constitución de EE. UU. Los nacionalistas, de toda la isla, asistieron - para escuchar el discurso de Campos, y para evitar que la policía los arrestase.

## Represión policial
El 26 de octubre de 1950, Albizu Campos celebró una reunión política en Fajardo. Después de la reunión, Albizu Campos recibió la noticia de que iba a ser detenido y que su casa en San Juan ya estaba rodeado por la policía. Escapó de Fajardo, e inmediatamente ordenó a la revolución dar comienzo. El 27 de octubre, la policía en el pueblo de Peñuelas, interceptó y atacó a balazos una caravana de nacionalistas, asesinando a cuatro. El 30 de octubre, los nacionalistas recibieron la orden de producir levantamientos en las ciudades de Ponce, Mayagüez, Naranjito, Arecibo, Utuado (levantamiento de Utuado), ataque nacionalista de San Juan, y Jayuya.
La primera escaramuza, de los levantamientos nacionalistas, ocurrió en horas previas al amanecer del 29 de octubre en el "Barrio Macaná" en la ciudad de Peñuelas. La policía rodeó la casa de la madre de Melitón Muñiz (Pte. del Partido Nacionalista de Peñuelas) bajo el pretexto de que estaban almacenando armas para la rebelión nacionalista. Sin previo aviso, la policía disparó contra los nacionalistas, produciéndose un enfrentamiento armado entre ambas facciones, los nacionalistas con armas de calibre .22 mientras la policía usaba armas de puño calibre .45 y largas Springfield M1903 lo que resultó en la muerte de dos nacionalistas, y seis policías heridos.
El 30 de octubre de 1950, el líder nacionalista Pedro Albizu Campos ordenó un levantamiento contra el Gobierno federal de los Estados Unidos y en contra de la aprobación de la creación de la condición política de "Free Associated State" ("Estado Libre Associado") de Puerto Rico, que fue considerado una farsa colonial.
Los levantamientos se produjeron en varias ciudades, entre ellas Peñuelas, Mayagüez, Naranjito, Arecibo, Ponce, de los cuales los acontecimientos más notables estuvieron en levantamiento de Utuado, donde fueron masacrados los insurgentes, en Jayuya, la ciudad donde la "República Libre de Puerto Rico" fue declarada, y que sufrió graves daños por los militares en respuesta a la insurrección, y en San Juan donde los nacionalistas hicieron un atentado contra el entonces gobernador Luis Muñoz Marín en su residencia de "La Fortaleza".
A pesar de que Isabel no participó en las revueltas, fue acusada igualmente por el Gobierno de EE. UU. de hacerlo. Estando ocupada en su trabajo como trabajadora social de la escuela, cuando la policía llegó y la arrestó. Isabel fue condenada a quince meses de cárcel, y exonerada de su trabajo. Al ser inhibida de ganarse la vida en el sistema escolar público, obtuvo un puesto en una escuela privada.
El 1 de marzo de 1954 (71 años), cuatro militantes nacionalistas puertorriqueños: Lolita Lebrón, Irving Flores Rodríguez, Rafael Cancel Miranda, y Andrés Figueroa Cordero, disparaon treinta balas de pistolas semiautomáticas desde la Galería de las Damas (un balcón para visitantes) hacia el recinto de la Cámara de Representantes, en el Capitolio.
El 6 de marzo de 1954, se encontraba en la Oficina nacionalista con los nacionalistas Pepe Sotomayor, Doris Torresola Roura Carmín Pérez, y Albizu Campos. La policía llegó y atacó las instalaciones. Y, a la mañana siguiente, volvió a atacar la sede nacionalista en San Juan con gases lacrimógenos. Albizu Campos fue llevado inconsciente, y los demás, incluyendo a Isabel, fueron detenidos y puestos en prisión. Ella fue condenada a once años en prisión. Saldría de la cárcel en 1965, a través de un Habeas Corpus.

## Denuncia de torturas en prisión
En 1952, el Partido Nacionalista de Puerto Rico, denunció tortura de los presos políticos en Puerto Rico, elevándola a la Organización de los Estados Americanos

## Últimos años
En 1979, Isabel participó en un servicio de oración ecuménica, en territorio naval estadounidense de Vieques; estando entre un grupo de manifestantes en contra de la ocupación del islote por el U.S. Navy; y así fue esposada y llevada a la comisaría de policía de las autoridades locales. Fue puesta en libertad poco después.
Ya, más que centenaria, y aunque incapaz del trabajo activo, hace costuras y teje. Y sigue siendo activa en todo lo relacionado con el movimiento pro-independentista de Puerto Rico.

### Honores
Se realizó un documental, llamado "Isabel Rosado: Nacionalista" se hizo con la intención de descubrir décadas de historia desconocida de la isla y fomentar los debates sobre la represión política, espionaje a ciudadanos, y violaciones de derechos humanos.
- Una placa fue colocada en el monumento a los participantes del Grito de Jayuya en Mayagüez, Puerto Rico, en honor a las mujeres del Partido Nacionalista de Puerto Rico. El nombre de Isabel está en la cuarta línea de la segunda placa (la central).

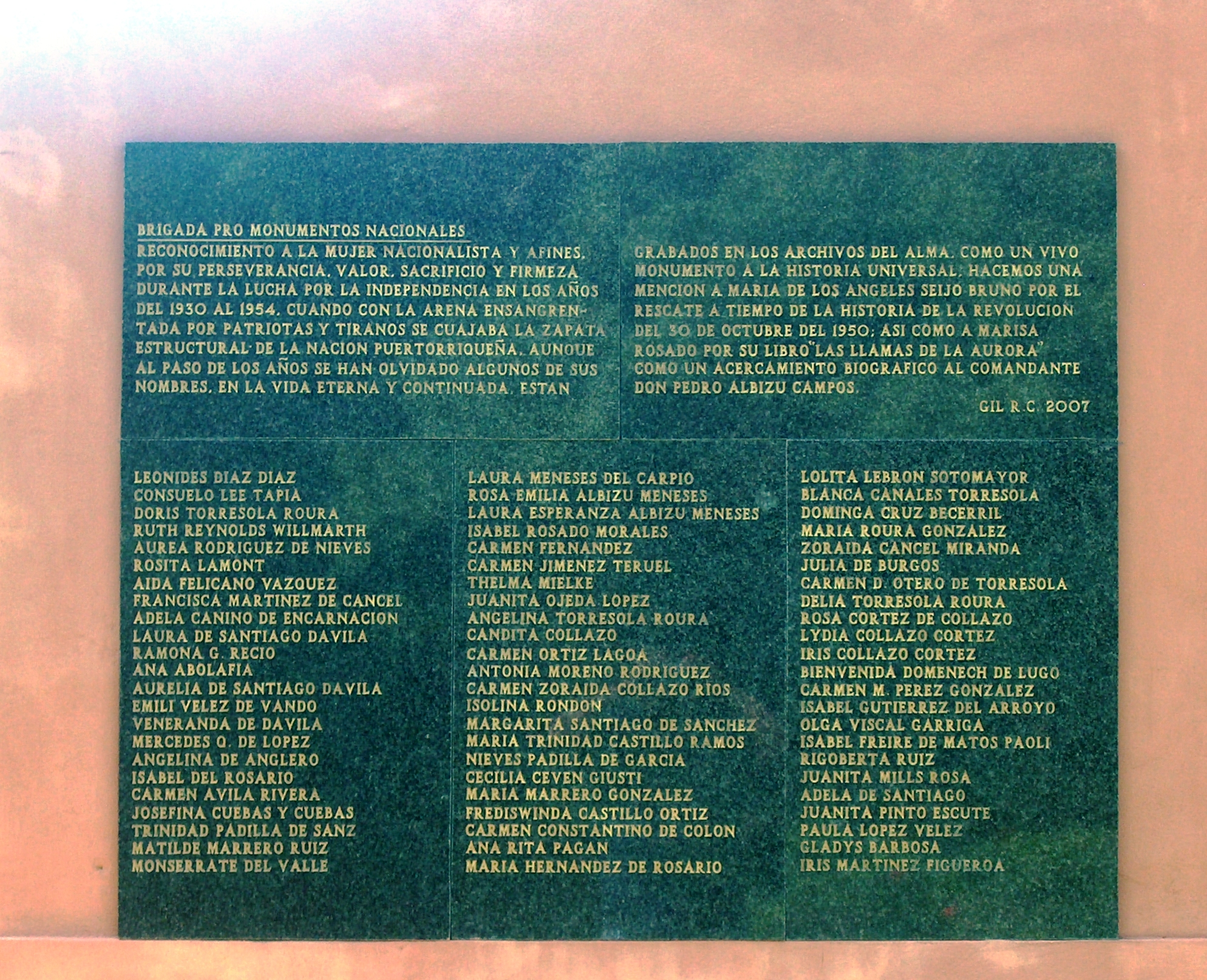
Placa honrando a las mujeres del Partido Nacionalistas de Puerto Rico

- 1982: oradora principal de la actividad organizada por el Comité Homenaje al Combatiente de la República Dominicana en recordación del asesinato de cuatro jóvenes revolucionarios.

- 1992: la Coordinadora Centenario de Albizu le rindió homenaje

- 1992: el Tribunal Antiimperialista de Nuestra América en La Habana le otorgó una medalla en reconocimiento a su labor incansable por la justicia y la libertad

- premio Blanca Canales que otorga el Comité 30 de octubre[1]

- 2004: el Instituto de Cultura Puertorriqueña le rinde homenaje[1]